# Rochechouart (tổng)
Tổng Rochechouart là một tổng của Pháp tọa lạc tại tỉnh Haute-Vienne trong vùng Nouvelle-Aquitaine.

## Địa lý
Tổng này được tổ chức xung quanh Rochechouart trong quận Rochechouart. Độ cao khu vực này là 159 m (Rochechouart) đến 333 m (Vayres) độ cao trung bình trên mực nước biển là 280 m.
Il est intégré au Parc naturel régional Périgord Limousin.

## Hành chính
| Giai đoạn | Ủy viên        | Đảng | Tư cách |
| --------- | -------------- | ---- | ------- |
| 2001-2008 | Marcel Raynaud | PS   |         |

## Phân chia đơn vị hành chính
Tổng Rochechouart được chia thành 5 xã và khoảng 5 289 người (điều tra dân số năm 1999 không tính trùng dân số).
| Xã                    | Dân số | Mã bưu chính | Mã insee |
| --------------------- | ------ | ------------ | -------- |
| Chéronnac             | 308    | 87600        | 87044    |
| Rochechouart          | 3 667  | 87600        | 87126    |
| Les Salles-Lavauguyon | 198    | 87440        | 87189    |
| Vayres                | 873    | 87600        | 87199    |
| Videix                | 243    | 87600        | 87204    |

## Thông tin nhân khẩu
| 1962                                                     | 1968  | 1975  | 1982  | 1990  | 1999  |
| -------------------------------------------------------- | ----- | ----- | ----- | ----- | ----- |
| 6 477                                                    | 6 783 | 6 419 | 5 930 | 5 731 | 5 289 |
| Nombre retenu à partir de 1962 : dân số không tính trùng |       |       |       |       |       |